# Castellano et Pipolo
Castellano et Pipolo est le nom de scène utilisé pour designer la paire italienne des scénaristes et de réalisateurs de cinéma Franco Castellano (1925-1999) et Giuseppe Moccia (1933-2006). Ensemble, ils ont écrit les scénarios de près de soixante-dix films et réalisé une vingtaine de films, principalement des comédies,.
En 1984, le film Il ragazzo di campagna a été montré dans le cadre d'une rétrospective sur la comédie italienne à la 67e mostra de Venise.

## Biographie
Franco Castellano et Giuseppe Moccia font connaissance à la rédaction de Marc'Aurelio dans les années 1950. Castellano est un ingénieur et Pipolo travaille dans une banque. Ils commencent à dessiner des vignettes humoristiques pour le journal qui a vu passer dans ses locaux entre autres Federico Fellini et Ettore Scola,. Une solide amitié naît entre eux et au cours des années 1950 et 1960, ils commencent à collaborer à la rédaction de scénario de films comme Totòtruffa 62 avec Totò, Mission ultra-secrète et Elle est terrible avec Ugo Tognazzi. Pendant la même période, ils travaillent à diverses émissions de variétés pour Rai 1 comme Studio Uno, Scala reale (it), Che domenica amici (it) et Canzonissima.
À la fin des années 1960, ils abandonnent la télévision pour s'adonner à la réalisation de scénarios de films comme Le Vieux Garçon, Amoureux fou, Mani di velluto, Grand Hotel Excelsior. Dans les années 1980, ils retournent à la télévision en collaborant avec Enrico Montesano et au programme Fantastico (it) d'Adriano Celentano.
Pendant leur carrière, ils ont écrit plus de cent scénarios de films dont ils en ont réalisé une vingtaine ensemble. Ils sont auteurs de textes de nombreux spectacles de télévision et de diverses chansons comme en 1965 La notte è piccola (it) chantée par les Sœurs Kessler.
Leurs enfants Federico Moccia et Lorenzo Castellano (it) sont devenus réalisateurs et scénaristes et ont dirigé ensemble la série de télévision Collège (it) avec Federica Moro diffusée sur Italia 1 à partir de 1989.

## Filmographie partielle

### Réalisation et mise en scène
- 1964 : Les Martiens ont douze mains (I marziani hanno dodici mani)
- 1978 : Zio Adolfo in arte Führer (it)
- 1979 : Samedi, dimanche, vendredi (Sabato, domenica e venerdì)
- 1979 : Mani di velluto
- 1980 : Le Vieux Garçon (Il bisbetico domato)
- 1980 : Mia moglie è una strega
- 1981 : Asso
- 1981 : Amoureux fou (Innamorato pazzo)
- 1982 : Grand Hotel Excelsior
- 1982 : Attila flagello di Dio
- 1983 : Segni particolari: bellissimo (it)
- 1984 : Il ragazzo di campagna
- 1984 : College (it)
- 1985 : Mon frère est arrivé (it) (È arrivato mio fratello)
- 1986 : Grandi magazzini
- 1986 : Il burbero
- 1988 : Mia moglie è una bestia (it)
- 1990 : Occhio alla perestrojka
- 1992 : Saint-Tropez, Saint-Tropez
- 1993 : Ci hai rotto papà (it)